# L'església de la Caritat des dels tallers de marbre de San Vitale
L'església de la Caritat des dels tallers de marbre de San Vitale és una pintura a l'oli realitzada per Canaletto entre el 1727-1728 i actualment exposada a la National Gallery de Londres.
Aquesta vista d'una zona secundària de Venècia no evoca de manera immediata l'obra de Canaletto i, tanmateix, es considera una de les seves obres mestres. La pintà en el moment més brillant
de la seva etapa juvenil, quan el seu art es caracteritzava per la riquesa dels colors, àmplies pinzellades i un intens ús del clarobscur. Mentre que les vistes «oficials» de la ciutat estaven destinades en general als turistes estrangers, és probable que aquesta insòlita escena de tons amables fou encarregada per un particular de Venècia. Aquí no hi ha esplèndides exhibicions públiques, sinó moments de la vida quotidiana i el treball: un martell de picapedrer, un nen que cau i es mulla, la mare que corre per ajudar-lo, els gondolers i la roba blanca estesa per eixugar.
Com és habitual, Canaletto ha triat un angle de visió des de dalt, al nivell del balcó del primer pis on hi ha una dona asseguda i filant. Mentre al cel es reuneixen els núvols, la forta llum del sol projecta ombres fosques i ben definides en el descampat, el Gran Canal i les façanes dels edificis situats al davant.